# Zecca di New Orleans
La Zecca di New Orleans (in inglese New Orleans Mint) ha operato a New Orleans durante il periodo 1838-1861 e 1879-1909. Negli anni di attività ha prodotto oltre 427 milioni di monete in oro e argento di quasi ogni denominazione americana, con un valore nominale complessivo di oltre 307000000 $. La struttura è stata chiusa durante la maggior parte della guerra civile americana e della ricostruzione.
Dopo il suo smantellamento, l'edificio che ospitava la produzione delle monete è stato adibito ad usi diversi, tra cui un ufficio di saggio, la sede dell'Guardia costiera, un impianto di stoccaggio ed un rifugio antiatomico. Dal 1981 ha ospitato una dépendance del Louisiana State Museum. Danneggiato dall'uragano Katrina nel 2005, dopo oltre due anni di chiusura per ristrutturazione e restauro, è stato riaperto nell'ottobre 2007.
L'edificio della Zecca di New Orleans è stato designato come National Historic Landmark, ed è attualmente la struttura più antica sopravvissuta tra quelle utilizzate negli Stati Uniti come zecca. Insieme alla zecca di Charlotte, è una delle due ex-zecche negli Stati Uniti, ad essere stata utilizzata come museo.